# Lenkoa aurita
Lenkoa aurita är en tvåvingeart som beskrevs av Borgmeier 1969. Lenkoa aurita ingår i släktet Lenkoa och familjen puckelflugor. Inga underarter finns listade i Catalogue of Life.